# Подявы
Подя́вы (Подзявы; бел. Падзя́вы) — озеро в Миорском районе Витебской области Белоруссии. Относится к бассейну реки Вята. Входит в Обстерновскую группу озёр.

## Физико-географическая характеристика
Озеро Подявы располагается в 15 км к северо-западу от города Миоры, в 1 км от юго-востоку от деревни Подявы.
Площадь поверхности составляет 0,42 км², длина — 0,98 км, наибольшая ширина — 0,73 км, длина береговой линии — 3,08 км. Наибольшая глубина — 2,7 м, средняя — 1,7 м. Объём воды в озере — 0,7 млн м³. Площадь водосбора — 6,28 км².
Котловина остаточного типа, приблизительно округлой формы (слегка вытянутая с севера на юг). Склоны высотой 10—12 м, суглинистые, крутые, частично распаханные, покрытые кустарником. Западные склоны пологие, 3—5 м высотой. Береговая линия образует несколько заливов. Берега низкие, поросшие кустарником, на юге сплавинные. Озеро окружено поросшей кустарником заболоченной поймой шириной до 400 м.
Дно плоское, покрытое тонкодетритовым сапропелем. Вдоль западных и восточных берегов дно песчаное.
Минерализация воды достигает 160 мг/л, прозрачность — 2,7 м. Озеро эвтрофное. Озёра Подявы и Нобисто соединены длинной узкой протокой.

## Флора и фауна
Под водой озеро полностью зарастает кувшинками, рдестами, харовыми водорослями. Надводная растительность представлена преимущественно камышом и тростником.
Ихтиофауну составляют лещ, щука, линь, карась, окунь, плотва.
На озере прозводится промысловый лов рыбы и организовано платное любительское рыболовство.